# Niklaus Rudolf von Wattenwyl

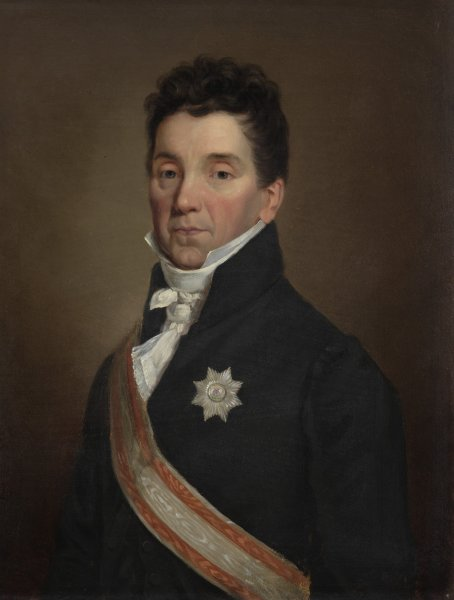
Niklaus Rudolf von Wattenwyl.

Niklaus Rudolf von Wattenwyl (Bern, 3 januari 1760 - Aarburg, 10 augustus 1832) was een Zwitsers politicus en generaal.

## Biografie
Von Wattenwyl was afkomstig uit een oud Berner patriciërsgeslacht. In 1798 wist hij de oprukkende Franse troepen bij Neuenegg succesvol tegen te houden. Dit kon de val van het ancien régime van het kanton Bern echter niet verhinderen. 
Ten tijde van de Confederatie van de XIX kantons (1803-1815) en de Confederatie van de XXII kantons (1815-1848) was Von Wattenwyl Schultheiss (regeringsleider) van het kanton Bern in 1803-1804, 1806, 1808, 1810, 1812, 1814-1815, 1817, 1819, 1821, 1823, 1825, 1827, 1829 en 1831.
Von Wattenwyl was daarnaast in 1804, 1810, 1817, 1823 en in 1829 voorzitter van de Tagsatzung.
Tijdens zijn laatste ambtstermijn als Schultheiss van het kanton Bern was hij een overgangsfiguur en werkte hij samen met Emanuel Friedrich von Fischer mee aan de vreedzame overdracht van de macht van de conservatieve aanhangers van de Restauratie aan de liberalen. Op 20 oktober 1831 trad hij af uit al zijn functies, maar behield hij zijn titel van generaal.
Tijdens de mobilisaties van 1805, 1809 en 1813 voerde Von Wattenwyl met de rang van Zwitsers generaal (opperbevelhebber tijdens oorlogstijd) het bevel over het leger van de Confederatie van de XIX kantons.
Niklaus Rudolf von Wattenwyl overleed in Aarburg op 72-jarige leeftijd.